# Мирослав Иванов (футболист)
Вижте пояснителната страница за други личности с името Мирослав Иванов.
Мирослав Иванов (роден на 9 ноември 1981 г.) е бивш български футболист, полузащитник. Три пъти е шампион на България с Левски (София) и два пъти с Лудогорец (Разград).
В кариерата си е играл още за Янтра (Габрово), Шумен, Монтана, Локомотив (Горна Оряховица), Етър (Велико Търново) и Севлиево.

## Биография
Роден е на 9 ноември 1981 г. в Габрово. Започва кариерата си като юноша на Янтра в родния си град и не след дълго вече играе в мъжкия отбор. Трансфериран е в Шумен, където неизменно е сред най-добрите играчи в отбора. Забелязан е от ръководството на „Левски“ и през 2005 г. преминава при тях срещу 22 000 €. През сезон 2005/06 е използван предимно като резерва, но във вътрешното първенство често е титуляр. Автор на почетното попадение на „сините“ срещу Хееренвеен в мач от груповата фаза на турнира за Купата на УЕФА. На 23 май 2012 г. отбелязва единствения гол от пряк свободен удар в срещата „Лудогорец“-ЦСКА 1-0, победа, която носи шампионската титла на „Лудогорец“.

## Статистика по сезони
| Отбор               | Сезон   | Шампионат | Шампионат | Нац. купа | Нац. купа | Евротурнири | Евротурнири | Общо | Общо |
| Отбор               | Сезон   | М         | Г         | М         | Г         | М           | Г           | М    | Г    |
| ------------------- | ------- | --------- | --------- | --------- | --------- | ----------- | ----------- | ---- | ---- |
| Левски (София)      | 2004-05 | 8         | 2         | 1         | 0         | 0           | 0           | 9    | 2    |
| Левски (София)      | 2005-06 | 19        | 1         | 2         | 0         | 4           | 1           | 25   | 2    |
| Левски (София)      | 2006-07 | 23        | 5         | 4         | 0         | 5           | 0           | 32   | 5    |
| Левски (София)      | 2007-08 | 18        | 3         | 2         | 0         | 2           | 0           | 22   | 3    |
| Левски (София)      | 2008-09 | 13        | 0         | 0         | 0         | 4           | 0           | 17   | 0    |
| Монтана             | 2009-10 | 23        | 2         | ?         | ?         | 0           | 0           | 23   | 2    |
| Монтана             | 2010-11 | 13        | 1         | ?         | ?         | 0           | 0           | 13   | 1    |
| Лудогорец (Разград) | 2010-11 | 11        | 2         | 0         | 0         | 0           | 0           | 11   | 2    |
| Лудогорец (Разград) | 2011-12 | 27        | 4         | ?         | ?         | 0           | 0           | 27   | 4    |
| Лудогорец (Разград) | 2012-13 | 0         | 0         | 0         | 0         | 2           | 0           | 2    | 0    |
| Левски (София)      | 2013-14 | 14        | 2         | 3         | 0         | 0           | 0           | 17   | 2    |

Последна актуализация: 2 август 2012

## Успехи

### Левски
- Шампион на A ПФГ: 2005-06, 2006–07, 2008–09
- Купа на България: 2004-05, 2006–07
- Суперкупа на България: 2005, 2007

### Лудогорец
- Шампион на A ПФГ: 2011-12, 2012-13
- Купа на България: 2011-12
- Суперкупа на България: 2012